# Alfredo Mendoza
Alfredo Damián Mendoza Sulewski (né le 12 décembre 1963 à Encarnación au Paraguay) est un joueur de football international paraguayen, qui évoluait au poste d'attaquant.

## Biographie

### Carrière en sélection
Avec l'équipe du Paraguay, il joue 41 matchs (pour 9 buts inscrits) entre 1983 et 1993. 
Il figure dans le groupe des sélectionnés lors de la Coupe du monde de 1986. Lors du mondial, il joue 4 matchs : contre l'Irak, le Mexique et la Belgique lors des phases de poules, puis contre l'Angleterre lors des huitièmes de finale.
Il participe également à la Copa América de 1989, où son équipe se classe quatrième.

## Palmarès
Newell's Old Boys
- Championnat d'Argentine (1) :
  - Champion : 1992 (Clausura).

 Club Olimpia
- Championnat du Paraguay (1) :
  - Champion : 1988.